# Fiziologija bilja
Fiziologija bilja je znanstvena disciplina biologije. Bavi se proučavanjem životnih procesa uključenih u brojne procese biljaka, od klijanja sjemenki preko vegetativnog razdoblja, razvoja, odrastanja i dostizanja vegetativne zrelosti, prelaza u generativnu fazu, stvaranja cvjetova i zriobe plodova do starenja i izumiranja. 

## Podjela fiziologije bilja
Fiziologiju možemo podijeliti u 3 skupine: 
1. Fiziologija izmjena tvari i energije - proučava fizikalne i kemijske procese koji se moraju odvijati da bi organizam opstao i ograničio se energetski od neživog okoliša i imao svoj život
2. Fiziologija izmjena oblika - bavi se pojavom rasta, razvitka i rasploda
3. Fiziologija gibanja - istražuje promjene mjesta i položaja cijelih biljaka ili njihovih organa, stanica i staničnih organela